# 环纹蚬
環紋蜆（学名：Corbicula leana），又名真蜆，为帘蛤目蜆科蜆屬下的一个种。主要分布于韩国、台湾、日本，常栖息在河川、池塘。